# دیوید جک

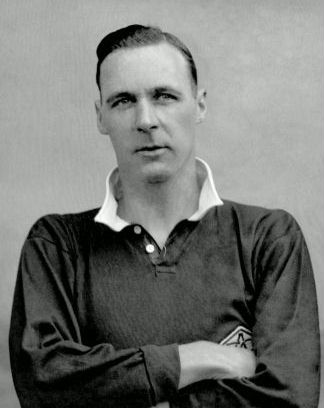
دیوید جک در سال ۱۹۴۰

دیوید جک (به انگلیسی: David Jack) بازیکن فوتبال زادهٔ ۳ آوریل ۱۸۹۹ اهل انگلستان بود که سابقهٔ بازی در تیم ملی فوتبال انگلستان را در کارنامهٔ خود دارد. وی در تاریخ ۳ مارس ۱۹۲۴ نخستین بازی ملی خود را در مقابل تیم ملی فوتبال ولز انجام داد و با حضور در ۹ بازی ملی، در تاریخ ۷ دسامبر ۱۹۳۲ واپسین بازی ملی‌اش را در برابر تیم ملی فوتبال اتریش برگزار کرد.
این بازیکن توانسته در بازی‌های ملی، ۳ گل به ثمر برساند.